# دلوة
دلوة هي إحدى القرى المحتلة والمدمرة التابعة لمحافظة القنيطرة في هضبة الجولان بجنوب غرب سوريا.

قرية الدلوة تتبع قضاء القنيطرة. يحدها شمالا حدود أراضي مويسة، وجنوبا تل أبو خنزير، وغربا طيلستان وشرقا بير التوتة وسكانها 800 وهم اسلام سنة ( ينتمون لعشيرة البحاترة الطائية العريقة وشكلوا على مدى التاريخ حلف قبلي مع عشائر الفضل والعجارمة والهوادجة ويقطنون ستة قرى بالجولان فإضافة للدلوة هناك الرمثانية وخويخة وعين وردة والدلهمية ورويحينة وشاركوا في الثورات السورية منذ الدولة السورية الأولى عام 1919 وتصدوا للاحتلال الفرنسي والثورة السورية الكبرى 1923_1925 وسقط العديد من أبنائها).
_تقع قرية الدلوة على حدود ثلاث تلول هي تل أبو الندى (على حدود قريتي مويسة والمنصورة شمال غربي الدلوة) تل أبو خنزير (977 م ويسمى بالعبرية شيفون) تل أبو الحاج أما السهول فليس لها أسماء خاصة حسب رأي المختار (أعتقد من بيت الشديد). (لكن سمي بسهل الدلوة فيما بعد وهو سهل أحمر غني بالأكاسيد المعدنية الحديدية المفيدة للزراعة وقربه سهل عين زيوان وسهل المنصورة وسهل الجوخدار) وهناك ميزة الضلوع الجبلية في تلولها مما يعطي التربة قربها خصوبة عالية تعتمد الندى فقط للزراعة عبرها. فالضلع بالدلوة غير موجود ببقية قرى الجولان.

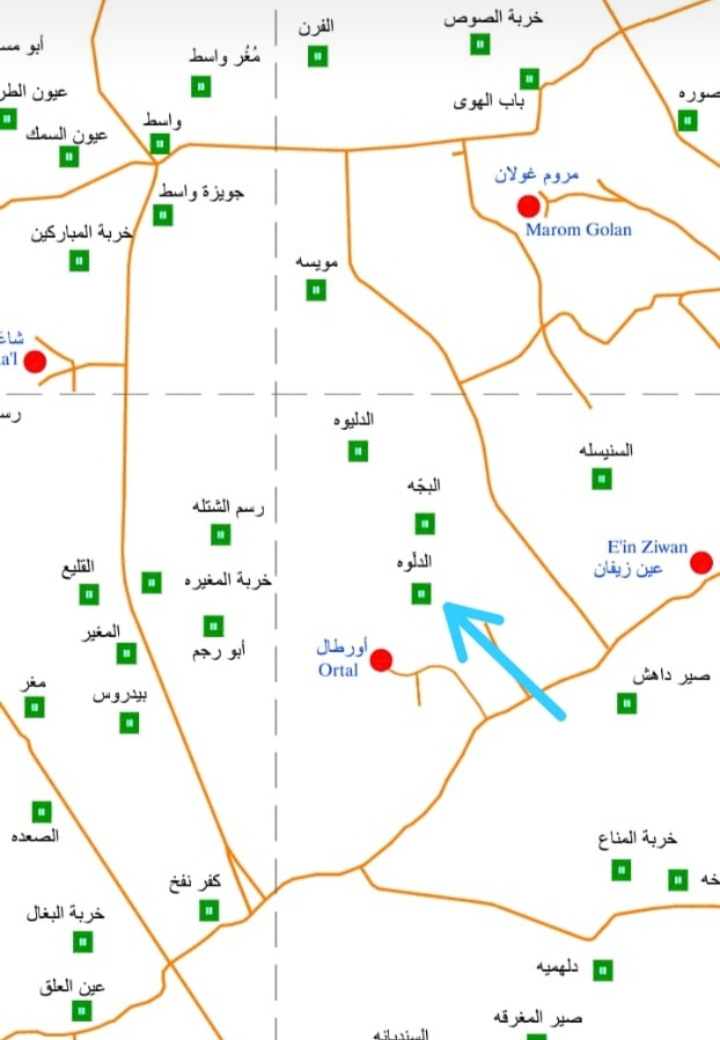
قرية الدلوة على خريطة الجولان قبل الأحتلال